# Arytinnis canariensis
Arytinnis canariensis är en insektsart som beskrevs av Percy 2003. Arytinnis canariensis ingår i släktet Arytinnis och familjen rundbladloppor. Inga underarter finns listade i Catalogue of Life.